# Aeroportul Internațional Al Abraq
Aeroportul Internațional Al Abraq (IATA: LAQ, ICAO: HLLQ) este un aeroport din Al Bayda', Libia ce deservește zona Al Bayda'.
Situat la o altitudine de 657 m, aeroportul dispune de 2 piste.

## Infrastructură

### Piste
Aeroportul dispune de 2 piste. Pista 10/28 are suprafața de asfalt. Pista 03/21 are suprafața de asfalt. 